# NKTニューススポット
『NKTニューススポット』（エヌケイティー・ニューススポット）は、かつて日本海テレビで放送されていたスポットニュースの名称。

## 概要
その日に入ったニュースを1本伝える。スタジオセットは、『よじまえニュース』と『ニュースevery日本海』で使われているものと同一である。
2017年3月をもって終了した。

## 放送時間
- 月曜 - 金曜 20:54 - 21:00 (JST) - 番組改編期などには時間帯変更もしくは放送休止になる場合あり。
  - なお、2020年時点では番組宣伝などのミニ番組が放送されている。

## キャスター
- シフト勤務

## オープニングとエンディング
日本テレビ製作の全国版ニュース『NNNニューススポット』と同様にオープニングは無く、そのままキャスターが登場して番組が始まる。担当キャスターの氏名は画面左下に、スポンサー名は画面右下に表示される。
エンディングはブルーバックで「NKTニューススポット 終」と出るだけで、テーマ曲は流れない。

## 『NNNニューススポット』について
『NNNニューススポット』を平日のみ差し替えてローカルニュースを放送していた。土日には、タイトルも含めて完全ネット受けしていた。